# Clusia asymmetrica
Clusia asymmetrica là một loài thực vật có hoa trong họ Bứa. Loài này được Pipoly mô tả khoa học đầu tiên năm 1995.